# Chassors
 Chassors  es una población y comuna francesa, en la región de Poitou-Charentes, departamento de Charente, en el distrito de Cognac y cantón de Jarnac.

## Demografía
| 803 | 823 | 911 | 1014 | 1105 | 1061 |
| Para los censos de 1962 a 1999 la población legal corresponde a la población sin duplicidades (Fuente: INSEE [Consultar]) |     |     |      |      |      |